# 名探偵コナン (テレビドラマ)
『名探偵コナン』（めいたんていコナン）は、青山剛昌の推理漫画『名探偵コナン』を原作とした日本のテレビドラマ。

## 概要
青山剛昌の漫画作品の中では初の実写化作品となる。テレビアニメ版の10周年にあたる2006年以降、読売テレビ制作・日本テレビ系でスペシャルドラマが4作、連続ドラマが1作放送されている。
全作品において江戸川コナンではなく工藤新一を主人公として描いており、ストーリーもスペシャル版第2作を除き、いずれも新一がコナンになるよりも前の時系列を描いている。また、スペシャル版第2作も開始早々に新一の体に戻ってしまう展開であり、コナンとしての登場は少ない。
メインキャストは一貫しておらず、主にスペシャル版第3作を境に入れ替えられたが、毛利小五郎だけはスペシャル版第1作から一貫して陣内孝則が演じている。なお、単発第1・2作での新一役に小栗旬が選ばれたのは原作者の青山の推薦によるもの。コナン、灰原、歩美、光彦、元太の声は、テレビアニメ版の担当声優が吹き替えており、コナン役の高山みなみは作品によってはナレーションも担当している。
テレビアニメ版の音楽を担当している大野克夫もスペシャル版第4作を除いてクレジットされており、スペシャル版第1作 - 第3作のBGMはテレビアニメ版と同じ曲を使用している。

## スペシャルドラマ
工藤新一への挑戦状〜さよならまでの序章（プロローグ）〜
実写ドラマ版第1作かつスペシャルドラマ版第1弾。テレビアニメ『名探偵コナン』10周年特別企画のファイナルとして、2006年10月2日の21:00 - 22:48に放送された。
新一がAPTX4869を飲まされる前のオリジナルストーリーで、帝丹高校の修学旅行中に発生した事件に新一が挑む。クライマックスは、テレビアニメ版第1話でのトロピカルランドを訪れるシーンだった。地上デジタル放送では16:9の画角でデジタルハイビジョン放送された。DVDには映像特典としてテレビアニメ版第1話「ジェットコースター殺人事件」が収録されている。視聴率は13.4%。
工藤新一の復活! 〜黒の組織との対決（コンフロンティション）〜
実写ドラマ版第2作。2007年12月17日の21:00 - 22:48に放送された。
1作目の続編で、本作オリジナルストーリーにてコナンが新一の身体に戻るエピソードが描かれ、回想ではあるが、新一がAPTX4869を飲まされるシーンが描かれている。今作では目暮警部が西村雅彦から伊武雅刀に変更され、宮野志保や黒の組織のジンとウォッカ、コナンと灰原が初めて実写化された。視聴率は11.9%。
工藤新一への挑戦状〜怪鳥伝説の謎〜
実写ドラマ版第3作。テレビアニメ版&劇場版アニメ15周年を記念し、2011年4月15日の19:00 - 20:54に放送された。
新一がコナンになる100日前のエピソードを描く、完全オリジナルストーリーとなっている。今作ではメインキャストのうち、工藤新一は溝端淳平、毛利蘭は忽那汐里、鈴木園子は秋元才加に変更され、妃英理が実写ドラマ初登場となった。また、テレビアニメ版と同様のアイキャッチが初めて使われ、冒頭の作品解説シーンは劇場版アニメと同様の映像が使用された。視聴率は8.5%。
工藤新一 京都新撰組殺人事件
実写ドラマ版第4作。2012年4月12日の21:00 - 22:48に放送された。
原作やテレビアニメ版のエピソードである「空飛ぶ密室 工藤新一最初の事件」の実写ドラマと、京都を舞台とし、新撰組や坂本龍馬らの活躍する幕末を舞台にした時代劇撮影の最中に起きた事件のオリジナルストーリーによる2部構成。メインキャストは第3作および後述の連続ドラマ版からの引き継ぎだが、前者の原作とテレビアニメ版に登場した目暮警部は登場しない。視聴率は8.3%。
第1作から第3作まで原作と表紙絵・青山剛昌、本文・平良隆久、原作とアニメを基にした作画の挿絵・山㟁栄一、阿部ゆたか/丸伝次郎により小説化されたが、ストーリーはやや異なる。コナンではなく新一として初めて各巻の表紙を飾った。登場人物紹介ページのカットは挿絵を使っているが、第3作の小説版はゲストキャラのみ専用のカットが描き下ろされている。本文前には、「工藤新一が『江戸川コナン』になる前のお話です」などの簡単な補足文がある。
第4作も、原作と表紙絵・青山剛昌（後述の蘭と小五郎に続いて服部平次が初めて表紙となった）、本文・平良隆久、原作とアニメをもとにした作画の挿絵・阿部ゆたか/丸伝次郎により小説化されたが、ストーリーはかなり異なり、時系列的にも「工藤新一 最初の事件」およびそれにまつわる物語とされ、ドラマ版が連続テレビ版の後日譚とされ、原作・アニメ同様に「空飛ぶ密室 工藤新一最初の事件」が蘭の飛行機で眠った際に見た夢による回想であるのに対し、小説版は「空飛ぶ密室 工藤新一最初の事件」の直後に「京都新撰組殺人事件」が起きた設定となっている。原作とテレビアニメ版に登場した目暮警部と高木刑事、ドラマ版に登場した佐藤刑事は登場しないが、原作・アニメ・ドラマ版に未登場の阿笠博士と鈴木園子が登場し、ドラマ版と異なり妃英理も本編の会話で名前が出てくる。さらに小説版では（全「コナン」シリーズ上でも）初めて、本文前の補足でも江戸川コナンの存在についてまったく触れられていない。また、原作とアニメではこの「工藤新一最初の事件」直後の「工藤新一NYの事件」で、蘭が幼少期から新一に抱いていた好意を恋愛感情と明確に悟るが、この小説版では蘭がすでに新一に対する想いを恋心と自覚している。

### キャスト

#### 原作漫画のキャラクター
#キャスト一覧も参照。
- 主要人物
原作漫画のキャラクターのうち、ドラマ版に複数回登場したキャラクター。
  - 工藤新一 - 小栗旬（第1作・第2作）、溝端淳平（第3作・第4作）
  - 毛利蘭 - 黒川智花（第1作・第2作）、忽那汐里（第3作・第4作）
  - 鈴木園子 - 岩佐真悠子（第1作・第2作）、秋元才加（当時AKB48）（第3作）
  - 目暮十三 - 西村雅彦（第1作）、伊武雅刀（第2作・第3作）
  - 毛利小五郎 - 陣内孝則  (全作)
- 第1作のみ
  - 沖野ヨーコ - ベッキー
  - 怪盗キッド（映像で登場）
- 第2作のみ
  - 宮野志保（シェリー） - 香椎由宇
  - ジン - 佐々木蔵之介
  - ウォッカ - 岡田太郎
  - 阿笠博士 - 田山涼成
  - 江戸川コナン - 藤崎直（声 - 高山みなみ）
  - 灰原哀 - 柴田杏花（声 - 林原めぐみ）
- 第3作のみ
  - 妃英理 - 大塚寧々（第3作）
- 第4作のみ（空飛ぶ密室のキャラクター）
  - 天野つぐみ（カメラマン） - 臼田あさ美
  - 立川千鶴（カメラマン） - 佐藤藍子
  - 鷺沼昇（カメラマン） - 児嶋一哉（アンジャッシュ）
  - 大鷹和洋（カメラマン） - 波岡一喜
  - 鵜飼恒夫（会社員） - 半海一晃
  - エドワード・クロウ（ジャーナリスト） - ダンテ・カーヴァー
- 第4作のみ（その他）
  - 服部平次 - 松坂桃李（第4作）[7]
  - 遠山和葉 - 岡本玲（第4作）
  - 高木渉 - 土屋裕一（第4作）
  - 佐藤美和子 - 上野なつひ（第4作）
- 声の出演
  - 江戸川コナン・ナレーション - 高山みなみ  (全作)
  - 灰原哀 - 林原めぐみ（第2作）
  - 吉田歩美 - 岩居由希子（第1作）
  - 円谷光彦 - 大谷育江（第1作）
  - 小嶋元太 - 高木渉（第1作）

#### ゲスト
第1作
- 北島慎吾（帝丹高校臨時教師） - ふかわりょう
- 西田麻衣（添乗員） - 水川あさみ
- 東邦夫（船長） - 松重豊
- 南田恭介（船員） - 西村和彦
- レポーター - 川崎真央
- 多摩川刑事（神奈川県警刑事） - 伊武雅刀

第2作
- 寿かれん（ミス・ジャパネスク） - 三枝奈都紀
- 寿美々（かれんの姉兼マネージャー） - 西尾まり
- 天野翔一（舞台監督） - 川岡大次郎
- 三浦大吾（審査委員長） - 佐戸井けん太
- 安倍澄香（準ミス） - 大友みなみ
- 川田鏡美（準ミス） - 峰えりか
- ナレーション - 高山みなみ

第3作
- 和倉勇海（外食チェーン「和倉」会長） - 草刈正雄
- 和倉洋一（和倉の長男） - 長谷川朝晴
- 和倉琴美（和倉の長女） - 渋谷飛鳥
- 和倉涼二（和倉の次男） - 榊原徹士（新選組リアン）
- 和倉美沙（和倉の次女） - 鈴木かすみ
- 小坂翔（大学院生、和倉の助手） - 溜口佑太朗
- 土師一誠（十五夜村の駐在警官） - 山中崇
- 土師とみ（十五夜村の語り部） - 鷲尾真知子

第4作
飛行機内の事件については、#原作漫画のキャラクターを参照
- 桜庭礼一（俳優） - 中村俊介
- 杉田文子（女優） - 紺野まひる
- 樫本義宏（映画監督） - 小木茂光
- 岩崎龍司（中堅俳優） - 井戸田潤（スピードワゴン）
- 林原桃香（アイドル） - 松山メアリ（bump.y）
- 犬飼源一（京都府警刑事） - 西岡徳馬
- 少女 - 本田望結

### スタッフ
- 原作 - 青山剛昌
- 企画 - 諏訪道彦 (ytv)
- 脚本 - 渡邉睦月（第1作・第2作）、秦建日子（第3作・第4作）
- 音楽 - 大野克夫（第1作 - 第3作）、遠藤浩二（第4作）
- 演出 - 岡本浩一、白川士（第3作）、位部将人（第4作）
- 主題歌
  - 第3作 - Dream「To you...」（rhythm zone）
  - 第4作 - yu-yu「桜唄」（rhythm zone）
    - 第1作・第2作は主題歌がなく、BGMをバックにスタッフロールが流れた。
    - ビーイング専属となっているテレビアニメ版とは異なり、avex系のrhythm zoneのアーティストが起用されている（後述の連続ドラマ版でも同様）[注 7]。
- チーフプロデューサー - 田中壽一（第1作・第2作）、堀口良則（第3作・第4作）
- プロデューサー - 宮川晶・国本雅広（ケイファクトリー、第1作・第2作）、尼子大介（ytv、第3作・第4作）、梅田玲子（ザ・ワークス、第3作）、霜田一寿（ザ・ワークス、第4作）、角田正子（ザ・ワークス、第4作）
- 制作協力 - ケイファクトリー（第1作・第2作）、ザ・ワークス（第3作・第4作）
- 制作 - ytv

### エピソードリスト
| 話数 | エピソードタイトル                                           | 初回放送日                         | 脚本     | 演出     |
| --- | ------------------------------------------------------------ | ---------------------------------- | -------- | -------- |
| 1 | 工藤新一への挑戦状〜さよならまでの序章（プロローグ）〜       | 2006年10月2日 月曜日21:00 - 22:48  | 渡邉睦月 | 岡本浩一 |
| 新一の学校では、3日間の修学旅行の計画が進んでいた。その前日、新一の元に1通の挑戦状が送られる。そこには、「修学旅行中、クラスメートの誰かを誘拐する。もし、守れなかったら『高校生探偵』の名前を返上してもらう。」と書かれていた。そして当日、新一のクラスは遊覧船に乗って湖上クルージングをしていた。そんな中、激しい水音が響き、船上は大混乱になる。それと同時に園子の姿が消えていた。 |                                                              |                                    |          |          |
| 2 | 工藤新一の復活! 〜黒の組織との対決（コンフロンティション）〜 | 2007年12月17日 月曜日21:00 - 22:48 | 渡邉睦月 | 岡本浩一 |
| コナンは蘭と阿笠博士と灰原と共に鈴木財閥の高級ホテルのオープニングセレモニーに招待された。だが、そこでミス・ジャパネスク受賞祝賀パーティーが行われる直前、ミス・ジャパネスクに輝いた寿かれん宛に脅迫状が届いた。そんな中、コナンと灰原の身体に異常が起こった。パーティーで出されたケーキには、パティシエのミスで必要以上のアルコールの成分が含まれており、それが作用してコナンは新一に、灰原は宮野志保に戻ったのだ。その後、セレモニーの休憩時間中にかれんが行方不明となったが、本番3分前に無事に見つかり、彼女によるピアノリサイタルが無事に始まったかのように見えた。だが、かれんの姿は操り人形のように宙吊りになり、胸にはナイフが突き刺さっていた。さらに突如糸が切れ、かれんはステージ上にたたきつけられ、会場は騒然となる。新一と志保は殺人事件の捜査を始めるが、彼らの背後には黒の組織の影が迫っていた。 |                                                              |                                    |          |          |
| 3 | 工藤新一への挑戦状〜怪鳥伝説の謎〜                           | 2011年4月15日 金曜日19:00 - 20:54  | 秦建日子 | 白川士   |
| 新一と蘭は、園子の誘いで山奥にある「十五夜村（じゅうごやむら）」にやってくる。この村には、巨大な百舌鳥が村人を襲い、ハヤニエにしたという怪鳥伝説が存在するという。そんな中、その怪鳥伝説になぞらえた殺人事件が発生する。 |                                                              |                                    |          |          |
| 4 | 工藤新一 京都新撰組殺人事件                                  | 2012年4月12日 木曜日21:00 - 22:48  | 秦建日子 | 位部将人 |
| 新一と蘭は、小五郎と平次の出演する映画の撮影所がある京都に向かう。京都へ移動中の飛行機の中で、蘭はかつてアメリカからの飛行機内で遭遇した、新一の高校生探偵としての最初の事件を思い出す。京都到着後、平次たちと合流した新一と蘭は、撮影中の事故、そして殺人事件に遭遇する。 |                                                              |                                    |          |          |

## 連続ドラマ
『名探偵コナン 工藤新一への挑戦状』は、2011年7月7日から9月29日まで毎週木曜日23:58 - 翌0:38に、読売テレビ制作・日本テレビ系の「木曜ミステリーシアター」枠で放送された。キャストは単発ドラマ版第3作からの引き継ぎとなる面々に加え、服部平次・遠山和葉・高木渉・佐藤美和子が初登場となるが、目暮警部は第11話での回想に登場するのみである。また、オリジナルストーリーだけでなく、ドラマ版では初となる原作作品が放送された。スペシャルではナレーションも担当していたコナン役の高山みなみは、本作には声の出演をしておらず、現在のところアニメも含む全映像作品中で、高山が関わっていない唯一のシリーズとなっている。
キャッチコピーは「真夜中のコナン、はじまる」。
ストーリーは、新一のファンを名乗る何者かによってホワイトルームに閉じ込められた新一・蘭・小五郎が、そこから抜け出すためのキーワードなどをタッチパネルに入力する過程で過去の事件を回想する形式となっている。なお、最終話のラストシーンは原作やテレビアニメ版第1話でのトロピカルランドを訪れるシーンにつながっているが、単発ドラマ版第1作とは異なる。
深夜枠での放送を踏まえ、原作やテレビアニメ版よりやや大人向けの描写を交えたストーリーとなっている。
原作と表紙絵・青山剛昌、本文・平良隆久、原作とアニメを基にした作画の挿絵・阿部ゆたか/丸伝次郎によりシリーズ小説化されたが、ストーリーはかなり異なり、ドラマに登場しなかった目暮警部はレギュラーとして、阿笠博士、少年探偵団もゲストキャラとして登場している。妃英理はドラマ版より出番が多く、逆に鈴木園子はドラマ版より活躍が少ない。また、直接は未登場ながら新一の両親（工藤優作と工藤有希子）についての言及もある。ドラマ最終話のラストシーンで原作やテレビアニメ版第1話でのトロピカルランドを訪れるシーンもなく（蘭がトロピカルランドでデートしたいと言ってるのみ）、各エピソードがほぼ独立したストーリーとなっている。新一と他に上述の平次より先に初めて蘭と小五郎がそれぞれ単独で表紙を飾り、登場人物紹介ページは専用のカットが描き下ろされている。また、ドラマ版では全話登場している小五郎が出ない話もあり、全話登場しているのは新一と蘭だけである。

### キャスト（連続ドラマ）

#### 主要人物（連続ドラマ）
- 工藤新一 - 溝端淳平[10]
- 毛利蘭 - 忽那汐里
- 鈴木園子 - 秋元才加（当時AKB48）[11]
- 妃英理 - 大塚寧々
- 高木渉 - 土屋裕一
- 佐藤美和子 - 上野なつひ
- 服部平次 - 松坂桃李[12]
- 遠山和葉 - 岡本玲[12]
- 毛利小五郎 - 陣内孝則

#### ゲスト（連続ドラマ）
日付は事件発生日。
第1話（2010年6月24日）
- 坪内勇平（カメラマン） - AKIRA (EXILE)
- 岸晃介（坪内のアシスタント） - 山本圭祐
- 相田桃子（モデル、坪内の妻の妹） - 長谷部瞳

第2話（2010年9月2日）
- 鷲見治郎（超能力者） - 塚地武雅（ドランクドラゴン）（7歳時：篠田涼也）
- 原田孝之（新感覚バトル番組「ザ★対決」司会者） - 菊池均也
- 水谷麻子（「ザ★対決」アシスタント） - 折井あゆみ
- 林誓子（原田の付き人） - 須藤温子
- 小笠原功（「ザ★対決」ディレクター） - 菊池健一郎
- 太田裕（「ザ★対決」AD） - 坂本真
- 中村門人（「ザ★対決」AD） - 小栗山晃市

第3話（2010年7月9日）
- 上川琢己（窃盗事件の担当検事） - 山口馬木也
- 内田信也（麗香の弁護士） - おかやまはじめ
- 斉藤麗香（窃盗事件の被告人・スナック「ミントローズ」のホステス） - 山崎真実
- 板野雅子（「ミントローズ」のママ） - 大須賀裕子

第4話（2010年5月31日）
- 島原かのん（レストラン「ディアベル・キス」の常連客・本木の結婚相手） - 佐藤めぐみ
- 本木健介（「ディアベル・キス」店長・かのんの結婚相手） - 田中幸太朗
- 松本ナナ（かのんの友人） - 松本若菜
- 新妻彩夏（かのんの友人） - 和希沙也
- 恩納裕子（かのんの友人） - かでなれおん

第5話（2010年8月12日）
- 永田知里（女優） - 田中美里
- 永田彰宏（映画監督・知里の夫） - 升毅
- 如月沙織（新人女優） - 肘井美佳
- 石原佳奈（別荘の管理人） - 宮下ともみ

第6話（2010年6月10日）
- 安藤和代（キャバクラ「クリスティ」のキャスト） - 松山愛里
- 峰正人（米花大学理学部数学科准教授） - 田中要次
- 甘城久美（「クリスティ」のNo.1キャスト） - 水谷妃里
- 桜井響子（「クリスティ」のNo.2キャスト） - 三津谷葉子
- 結衣（「クリスティ」のキャスト） - 木口亜矢
- 真央（「クリスティ」のキャスト） - 立花彩野
- 「クリスティ」の店長 - スマイリーキクチ

第7話（2010年5月27日）
- 野口由利（野口家長女） - 宮地真緒
- 野口美紀（野口家次女） - 林丹丹
- 鴨志田良介（野口家執事） - 斉木しげる

第8話（2010年9月30日）
- 宮野ゆかり（勝代の娘） - 佐藤仁美
- 宮野勝代（ゆかりの母） - 島ひろ子
- 山下誠（宮野家のヘルパー） - 浅利陽介
- 沢田治（痴漢・下着泥棒の前科者） - 少路勇介

第9話（2010年9月18日）
- 富士丸一雄（作曲家） - 大浦龍宇一
- 富士丸吉乃（富士丸の妻） - 岩崎ひろみ
- 中嶋日出子（富士丸のアシスタント） - 大村彩子
- 森亜正義（米花署刑事） - 金山一彦

第10話（2010年7月27日）
- 久保健介（雪乃の恋人） - 川村陽介
- 水谷雪乃（毛利探偵事務所の依頼主・証券会社セールスレディ） - 西田奈津美

第11話（2010年9月17日）
- 辰巳泰治（ゲーム会社「ゲームス」社長） - 春海四方
- 辰巳桜子（辰巳の娘） - 青谷優衣
- 大場悟（「ゲームス」部長） - 竹財輝之助
- 三木義久（「ゲームス」副社長） - 加藤忠可
- 橋本潔（「ゲームス」専務） - 岩寺真志

第12話（2010年9月24日）
- 長谷川亮介（米花シティ銀行 法人営業係長） - 柏原収史
- 仁村勇造（米花シティ銀行 副支店長） - 合田雅吏
- 境陽子（米花シティ銀行 貸金庫担当） - 吉田羊
- 江本武雄（米花シティ銀行 支店長） - 斉藤弘勝
- 園田真知子（米花シティ銀行 システム開発部） - 原田佳奈

最終話
- 平田はじめ（監察医） - 野村宏伸

### スタッフ（連続ドラマ）
- 原作 - 青山剛昌
- 企画 - 諏訪道彦 (ytv)
- 脚本 - 秦建日子、及川真実、いさみたかお、福田弥生、林誠人、杉山嘉一、岸田伊織
- 音楽 - 遠藤浩二
- 演出 - 白川士・遠藤光貴・位部将人・渋谷英史（ザ・ワークス）
- 主題歌 - yu-yu「君とずっと…」（rhythm zone）[15]
- 脚本監修（第3話・第8話・第10話・第11話）・シリーズ構成（第5話 -第 7話・第9話・第12話） - 秦建日子
- Special Thanks - 大野克夫
- チーフプロデューサー - 堀口良則
- プロデューサー - 尼子大介 (ytv) 、梅田玲子・角田正子（ザ・ワークス）
- 制作 - 小石川伸哉
- 制作協力 - ザ・ワークス
- 制作著作 - 読売テレビ

### エピソードリスト（連続ドラマ）
| 話数 | エピソードタイトル                                        | 初回放送日    | 脚本                  | 演出     |
| --- | --------------------------------------------------------- | ------------- | --------------------- | -------- |
| File.1 | コナンになる前の高校生探偵が、不倫殺人の謎を暴く!         | 2011年7月7日  | 秦建日子              | 白川士   |
| カメラマン・坪内は愛人の桃子に別れを告げられたことで激昂し、桃子を殺害。強盗の犯行に見せかけようと画策する坪内は、アシスタントの岸と共に桃子の部屋を出ようとした際、強盗に襲撃を受けたように偽装した。だが、桃子のマンションにあるネイルサロンに蘭と一緒にいた新一も異変に気づき現場に急行。坪内が仕掛けたトリックの矛盾点を暴き出す。入力したキーワードは「アイシテル」。 |                                                           |               |                       |          |
| File.2 | 生放送で起きた密室殺人! 超能力者の呪われた秘密を暴け      | 2011年7月14日 | 秦建日子 及川真実     | 白川士   |
| 超能力者・鷲見治郎と対決する企画の生番組に出演した新一。番組中、超能力に否定的な司会の原田は鷲見に自分を殺してみろと挑発。鷲見は超能力で原田を殺すと宣言し、原田に念を送ると、突如原田が苦しみだした。新一はただのパフォーマンスだと思っていたところ、原田は本当に死亡してしまった。入力したキーワードは「ドッキリ」。 |                                                           |               |                       |          |
| File.3 | 密室法廷で起きた殺人事件! ホステス殺害トリックを暴け      | 2011年7月21日 | いさみたかお 福田弥生 | 遠藤光貴 |
| スナックでの窃盗事件の裁判で、被告側の証人として裁判に出席することになった英理。被告である麗香の証言は、犯行のあった時刻に英理が見知らぬ中年男とラブホテルから出てきたところを目撃したというものだった。裁判中、麗香に侮辱的な態度を取られた英理が指鉄砲で麗香を諌めるまねをしたとき、銃声が聞こえ麗香は頭を撃ち抜かれていた。入力したキーワードは「クチベニ」。 |                                                           |               |                       |          |
| File.4 | 完全犯罪! 結婚式で殺人予告、密室毒殺トリックの謎を暴け!   | 2011年7月28日 | 秦建日子              | 位部将人 |
| 蘭と園子に神経衰弱で負けて「今日1日他人の頼みを断らない」という罰ゲームを課せられた新一は、小五郎の頼みで結婚式の手伝いをすることになるが、その結婚式の裏側では新郎新婦の本木とかのん、その友人であるナナの間で複雑な恋愛事情が渦巻いていた。やがて始まったパーティーで、ナナが他の友人のカクテルを横取りして飲んだ瞬間、ナナは突然苦しみだして死亡する。しかし、カクテルから毒物は検出されなかった。入力したキーワードは「キス」。 |                                                           |               |                       |          |
| File.5 | 記憶を消した女優の華麗なる殺人トリック 避暑地での完全犯罪 | 2011年8月4日  | 林誠人                | 位部将人 |
| 新一・蘭・園子は映画監督の永田に招かれ、永田の別荘を訪れる。しかし別荘に永田の妻・知里が現れ、永田の愛人の沙織と激しい言い争いを展開してしまう。その後、永田がその場を取り成し、全員で別荘の管理人である佳奈に用意させた紅茶を一口飲んだが、突如永田が青酸カリにより絶命。しかも永田の死のショックで知里は記憶喪失となってしまった。入力した年月日は、「去年、最初にサンマを食べた日は?」の問いでは「2010年9月25日」。しかし、このあと出題された「最後に紅茶を飲んだ日は?」の問いに対する答えの入力が制限時間に間に合わなかったが、3人を監禁した何者かによって自動的に入力された。入力したキーワードは「ジョユウ」。 |                                                           |               |                       |          |
| File.6 | 美女20人の華麗なる殺しのキス! 殺人方程式に隠された殺意!   | 2011年8月11日 | 杉山嘉一              | 白川士   |
| 小五郎の浮気調査をするために、変装した新一と蘭は高木刑事とともに、キャバクラ「クリスティ」に潜入していた。店ではNo.1キャストである久美とのキスを賭け、小五郎と数学者の峰によりゲームが行われていた。久美は勝者となった峰から渡されたワインを飲み干し、キスしようとしたが苦しみだし絶命。峰を巡り対立していたNo.2キャストの響子が持っていたワインのデキャンタからは、トリカブトの成分が検出された。蘭に毒針が打たれ、「ゴフンイナイニ ゲドクザイ ヲ ウタネバ シヌ（5分以内に解毒剤を打たねば死ぬ）」のメッセージの後にキーワード入力画面となる。入力したキーワードは「デカルト」。直後に解毒剤を取りに行った小五郎が別室に閉じ込められるが、解毒剤は新一に手渡され、蘭は助かる。 |                                                           |               |                       |          |
| File.7 | 血ぬられた骨肉の遺産相続殺人! 誘拐トリックのナゾを暴け!   | 2011年8月18日 | 林誠人                | 渋谷英史 |
| ラーメン王・野口兵五郎の葬儀で野口の娘・由利と美紀が遺産を巡り骨肉の争いを展開した後、葬儀に参列していた園子が由利と一緒に誘拐されてしまった。犯人は身代金として10億円分のダイヤを要求し、野口の本社ビルのアドバルーンで上空に上げさせる。しかしダイヤは既に盗まれており、新一達は犯人の指示で園子達の監禁場所に行きつき2人は保護されるが、そのとき美紀は犯人によって殺害されていた。新一と蘭は、これまでよりも狭いホワイトルームに閉じ込められ、新一が壁面にあった画面にキーワードを入力後、膨らみ続けていたバルーンは萎んで割れた。入力したキーワードは「ダイヤモンド」。 |                                                           |               |                       |          |
| File.8 | 女の意地、痴漢犯への復讐! 監視カメラに秘めた殺人トリック  | 2011年8月25日 | 及川真実              | 遠藤光貴 |
| バス内で蘭が痴漢に遭い、痴漢した男・沢田を追い掛け回す新一と蘭。追跡の末に沢田を捕まえた新一と蘭は、通りかかった警察に引き渡そうとするが、その付近のマンションでは人工呼吸器が止まり心肺停止状態になった老婆・勝代が病院に搬送されているところだった。以前にも人工呼吸器が止まるトラブルがあったことから、殺人未遂の可能性も浮上するが、新一は人工呼吸器が止まった事件と痴漢事件の意外な接点を明らかにする。ホワイトルームには部屋全体に電流が流れていたが、キーワード入力後に電流は止まった。入力したキーワードは「ジハツコキュウ」。 |                                                           |               |                       |          |
| File.9 | 服部平次と密室殺人見えない凶器のナゾ! 東西探偵推理バトル  | 2011年9月1日  | 杉山嘉一              | 位部将人 |
| 剣道の遠征で上京していた平次と和葉が追い掛けていた引ったくり犯に目がけて、新一がサッカーボールを蹴り撃退するが、跳ね返ったボールが富士丸の家の窓ガラスを割ってしまう。直後に犬の鳴き声と音楽、さらにガラスの割れた音や女性の悲鳴を聞いた新一と平次は、帰宅した富士丸の妻・吉乃とともに庭の離れに向かうが、そこでは割れたガラス片が首元に刺さった状態でアシスタントの日出子が絶命していた。サッカーボールに時限爆弾が仕掛けられていたが、キーワード入力後にタイマーが停止した。2人が次のホワイトルームに行こうとしたとき、新一と蘭をつないでいた手錠がはずれ、新一と蘭は別々のホワイトルームに閉じ込められる。入力したキーワードは「キズナ」。 |                                                           |               |                       |          |
| File.10 | 200キロを瞬間移動した死体の謎! 悪女の完全犯罪計画を暴け   | 2011年9月8日  | 及川真実              | 白川士   |
| 蘭は小五郎に代わり、チャットで恋人の久保からDVやストーキングを受けている雪乃の相談に乗っていた。雪乃がチャット画面から消えた後、男の怒号と雪乃の悲鳴が聞こえたため、事件があったと考えた蘭は新一に連絡し、雪乃の住む米花町のマンションに駆けつけるが、そこに雪乃の姿はなく血痕が残されていた。その後、マンションの入り口で蘭とぶつかった男が久保だと分かるが、雪乃がチャット中に危害を加えられたにもかかわらず、チャットソフトが起動していなかったことに新一は違和感を覚える。それから6時間後、120km離れた埼玉のウィークリーマンションで雪乃の遺体が発見される。キーワードは「ビデオチャット」。次の部屋は真っ暗で、そこに置かれていた蘭の携帯電話には非通知設定で着信があった。その後、部屋が明るくなると「ゲームス」の新キャラクター・クマッキーの着ぐるみが置かれていた。 |                                                           |               |                       |          |
| File.11 | キスは殺しの理由、20年後の復讐殺人! 完璧なアリバイの謎    | 2011年9月15日 | 及川真実              | 遠藤光貴 |
| 頭を拳銃で撃ち抜かれた、ゲーム会社「ゲームス」の社長・辰巳の遺体が米花センタービルの従業員用エレベーター内で発見され、同ビル内の展望レストランで蘭と食事をしていた新一は現場に駆け付ける。佐藤刑事たちは会社の創業パーティーの開始直前に社内のエレベーターホールにいた桜子と大場から事情を聴くが、犯行時、大場は恋人の桜子にキスをしてプレゼントを渡していたため辰巳を殺害することは不可能だという。新一は大場の言動から彼を疑うが…。キーワードは「エレベーター」。次の部屋に蘭がいたが、新一が入ろうとすると「待って」と制止される。蘭の周囲には赤外線センサーが張り巡らされ、それに触れると爆弾が爆発する仕掛けが施されていた。また新一と蘭が食事した米花センタービルの展望レストランで、平田が蘭に声をかけている。 |                                                           |               |                       |          |
| File.12 | 私が殺しました! 3人の単独犯? 偽装殺人の謎を暴け!          | 2011年9月22日 | 岸田伊織              | 位部将人 |
| 蘭のパソコン教室の講師である真知子が米花シティ銀行の貸金庫室で倒れていた。真知子から相談があると呼び出されていた小五郎はシャッターに貼られた警告文と防犯カメラの映像に銀行への人の出入りがなかったことから内部の人間の犯行と推理。すると銀行内に残っていた長谷川・陽子・仁村がそれぞれ自分が真知子を殺したと供述する。キーワードは「タンジョウビ」。キーワード入力後、赤外線センサーは解除される。 |                                                           |               |                       |          |
| File.13 | 蘭死す! 真犯人が天才探偵へ最後の挑戦 白い部屋の謎を暴け   | 2011年9月29日 | 秦建日子              | 遠藤光貴 |
| 新一はホワイトルームに閉じ込められてきたのは蘭の仕業だと推理した。しかし2人の間にガラスの間仕切りがされた後、白いガスが注入され、2人は意識を失う。高木刑事に声をかけられ新一が目が覚ますと、近くで横たわっていた蘭が警察に取り囲まれていた。監察医の平田は蘭が絶命していると診断し、死因究明のために解剖すると告げ、さらに自分を覚えているかと新一に尋ねる。事件の重要参考人として警察に連行された新一は隙を見て逃走し、現場の米花アリーナで小五郎と合流。そこに落ちていた蘭の携帯電話と佐藤刑事から聞いた現場の状況などから、蘭は急速冷凍され、まだ生きているかも知れないと新一は推理。そこへ真犯人から蘭の携帯電話に着信があり、1時間後に蘭が解剖されることを聞いた新一は小五郎とともに警察署内の遺体安置所へ急ぐ。遺体安置所で蘭が横たわっている棺桶にはロックがかかっており、解錠するためのキーワード入力画面に出てきた日付は2009年5月15日。この日付は、宅配便会社の冷凍倉庫で殺人事件が起きた日で、被害者が誤って冷凍倉庫に閉じ込められたという平田の診断が誤りだと指摘し、被害者が殺された後で冷凍倉庫に運び込まれた殺人事件だと新一が推理（回想のみで、この事件の真犯人については本編では描写されていない）。入力したキーワードは「ヒラタハジメ」。キーワード入力後に解錠したが、棺桶に横たわっていたのは蘭ではなく、腹部にメスの刺さった人形だった。 |                                                           |               |                       |          |

## キャスト一覧
『名探偵コナン』レギュラーキャラクター・準レギュラーキャラクターを主に記載。
| キャラクター          | スペシャルドラマ | スペシャルドラマ | スペシャルドラマ       | スペシャルドラマ | 連続ドラマ             |
| キャラクター          | 第1作            | 第2作            | 第3作                  | 第4作            | 連続ドラマ             |
| --------------------- | ---------------- | ---------------- | ---------------------- | ---------------- | ---------------------- |
| 工藤新一              | 小栗旬           | 小栗旬           | 溝端淳平               | 溝端淳平         | 溝端淳平               |
| 江戸川コナン          |                  | 藤崎直           |                        |                  |                        |
| 江戸川コナン（声）    | 高山みなみ       | 高山みなみ       | 高山みなみ             | 高山みなみ       |                        |
| 毛利蘭                | 黒川智花         | 黒川智花         | 忽那汐里               | 忽那汐里         | 忽那汐里               |
| 鈴木園子              | 岩佐真悠子       | 岩佐真悠子       | 秋元才加 （当時AKB48） |                  | 秋元才加 （当時AKB48） |
| 妃英理                |                  |                  | 大塚寧々               |                  | 大塚寧々               |
| 服部平次              |                  |                  |                        | 松坂桃李         | 松坂桃李               |
| 遠山和葉              |                  |                  |                        | 岡本玲           | 岡本玲                 |
| 高木渉                |                  |                  |                        | 土屋裕一         | 土屋裕一               |
| 佐藤美和子            |                  |                  |                        | 上野なつひ       | 上野なつひ             |
| 目暮十三              | 西村雅彦         | 伊武雅刀         | 伊武雅刀               |                  |                        |
| 毛利小五郎            | 陣内孝則         | 陣内孝則         | 陣内孝則               | 陣内孝則         | 陣内孝則               |
| 沖野ヨーコ            | ベッキー         |                  |                        |                  |                        |
| 宮野志保 （シェリー） |                  | 香椎由宇         |                        |                  |                        |
| 灰原哀                |                  | 柴田杏花         |                        |                  |                        |
| 灰原哀（声）          |                  | 林原めぐみ       |                        |                  |                        |
| 吉田歩美（声）        | 岩居由希子       |                  |                        |                  |                        |
| 円谷光彦（声）        | 大谷育江         |                  |                        |                  |                        |
| 小嶋元太（声）        | 高木渉           |                  |                        |                  |                        |
| ジン                  |                  | 佐々木蔵之介     |                        |                  |                        |
| ウォッカ              |                  | 岡田太郎         |                        |                  |                        |
| 阿笠博士              |                  | 田山涼成         |                        |                  |                        |

| 讀賣テレビ放送 木曜ミステリーシアター   | 讀賣テレビ放送 木曜ミステリーシアター                      | 讀賣テレビ放送 木曜ミステリーシアター          |
| 前番組                                  | 番組名                                                     | 次番組                                         |
| --------------------------------------- | ---------------------------------------------------------- | ---------------------------------------------- |
| 四つ葉神社ウラ稼業 失恋保険〜告らせ屋〜 | 名探偵コナン 工藤新一への挑戦状 （2011年7月7日 - 9月29日） | 秘密諜報員 エリカ （2011年10月6日 - 12月29日） |